# ボーイ・ミーツ・ガール (バンド)
ボーイ・ミーツ・ガール（Boy Meets Girl）は、1980年代後半にスマッシュヒットを出した、ジョージ・メリル（George Merrill）とシャノン・ルビカム（Shannon Rubicam）によるポップスデュオである。代表曲は「スター・トゥ・フォール（Waiting For A Star To Fall）」。

## 経歴
ジョージとシャノンはボーイング家の結婚式で出会い、一緒にバンドを組んだりしていた。その後1984年にはソングライターとしての活動を始める。ジャネット・ジャクソンのために「恋は手さぐり（How Will I Know）」を書くが、ジャネットは気に入らなかった。結局「恋は手さぐり」はホイットニー・ヒューストンが歌うこととなり、1986年2月16日付のビルボードHOT 100で1位を獲得した。
ヒューストンのコンサートに行った際に流れ星をみつけ、「スター・トゥ・フォール」を制作。その後、ヒューストンからアップテンポの曲を依頼され「スター・トゥ・フォール」を提示するが、紆余曲折あって「すてきなSomebody（I Wanna Dance with Somebody (Who Loves Me)）」を提供、こちらもヒットし1987年6月27日付けのHOT 100で1位を獲得した。
その間の1985年に自身の初アルバム「Boy Meets Girl」をリリースしている。「スター・トゥ・フォール」は自身2枚目のアルバム「Reel Life（リール・ライフ）」に収録されることとなり、HOT 100で最高位5位、アダルト・コンテンポラリーチャートでは最高位1位、カナダでは1位、イギリスでもトップ5に入った。
2人は同棲していたが、1987年に一度別れたものの復縁し結婚。2000年に離婚したが、その後も一緒に仕事は続けている。
2005年にはリミックス（サンプリング）されたキャビン・クルー（Cabin Crew）の「Star To Fall（Star 2 Fall）」、サンセット・ストリッパーズ（Sunset Strippers）の「Falling Stars」が共にヒットした。ミュージック・ビデオは2曲とも原曲の世界観とは異なり、少し下品な作りとなっている。
ヒューストン以外にもデニース・ウィリアムスやベット・ミドラーにも楽曲を提供している。

## ディスコグラフィー

### シングル
- Oh Girl - (1985年)：ビルボード最高位39位
- 「スター・トゥ・フォール (Waiting for a Star to Fall)」 - (1988年)：ビルボード最高位5位

### アルバム

#### Boy Meets Girl - (1985年)
1. Oh Girl
2. Don't Tell Me We Have Nothing
3. The Touch
4. Kissing, Falling, Flying
5. From Now On
6. Be My Baby
7. In Your Eyes
8. I Wish You Were Here
9. Pieces
10. Premonitions

#### 「リール・ライフ (Reel Life)」 - (1988年)
1. Bring Down The Moon
2. Waiting For A Star To Fall
3. Stormy Love
4. Is Anybody Out There In Love
5. Stay Forever
6. If You Run
7. One Sweet Dream
8. No Apologies
9. Restless Dreamer
10. Someone's Got To Send Out Love

#### New Dream - (1991年)
1. New Dream (Move Me In The Way Of Love)
2. Bird In Hand
3. Love This World
4. Boy On My Mind
5. If Things Were Different
6. Flying The Cosmos (ボーナス・トラック)
7. Be True / Soul Connection
8. Indigo Drums
9. Free
10. Mission
11. Everybody's Somebody's Baby

#### The Wonderground - (2003年)
1. Aah Song
2. This Chronic Pain
3. Climbing
4. My Desire
5. The Wonderground
6. Drug Of Choice
7. Make It Up
8. Birds Of A Feather
9. Second Chance
10. Don't Remind Me
11. Sacred Heart